# Gramática del islandés
El islandés moderno es un idioma flexivo en el que los sintagmas nominales constan de cuatro casos: nominativo, acusativo, dativo y genitivo. Los sustantivos pueden tener uno de los tres géneros gramaticales: masculino, femenino o neutro. Los sustantivos, adjetivos (inclusive algunos numerales) y pronombres son declinables en los cuatro casos, en singular y en plural.

## Morfología
La morfología islandesa conserva gran parte de la estructura del germánico antiguo. Los sustantivos y adjetivos se declinan según caso, género y número. Los adjetivos además incluyen el grado o comparación, los adjetivos se agrupan en dos paradigmas o declinaciones: débil (regular) y fuerte (irregular). El islandés posee además artículo definido, pero no posee un equivalente del determinante indefinido. Los verbos se conjugan según tiempo, modo, persona, número y voz. Existen tres voces: activa, pasiva y voz media (no obstante algunos autores argumentan que la voz media no es una diátesis diferente sino simplemente es una clase independiente de verbos). Hay dos tiempos verbales, pasado y presente, para elaborarlos hay cierto número de construcciones auxiliares.

### Sustantivos
Los sustantivos en islandés son similares al nórdico antiguo, tanto en forma como en inflexión. Se declinan en los cuatro casos antes mencionados, y varían en género y número. Hay dos declinaciones principales para cada género: sustantivos fuertes y débiles. Existen numerosas declinaciones diferentes. Aquí un ejemplo de las declinaciones "regulares" en los tres géneros.
| número   | caso | masculino | femenino | neutro |
| -------- | ---- | --------- | -------- | ------ |
| singular | nom. | hattur    | borg     | glas   |
| singular | ac.  | hatt      | borg     | glas   |
| singular | dat. | hatti     | borg     | glasi  |
| singular | gen. | hatts     | borgar   | glass  |
| plural   | nom. | hattar    | borgir   | glös   |
| plural   | ac.  | hatta     | borgir   | glös   |
| plural   | dat. | höttum    | borgum   | glösum |
| plural   | gen. | hatta     | borga    | glasa  |
El género de un sustantivo puede a veces ser reconocido observando la terminación:
- Sustantivos masculinos—normalmente acaban en -ur, -i, -ll o -nn
- Sustantivos femeninos—ídem -a, -ing o -un
- Sustantivos neutros—si la última letra de la palabra tiene un acento agudo (´), entonces es generalmente neutro.

Existen algunos sustantivos, tal como leikfimi (gimnasia) que no son declinables.

### Artículos
El islandés no tiene un artículo indefinido (un/una), y el artículo definido (el/la) se une al final de la palabra en cuestión. La siguiente tabla muestra las formas habituales de sufijación del artículo definido:
| Sin artículo | Sin artículo | Sin artículo | Sin artículo | Sin artículo | Sin artículo | Artículo definido | Artículo definido | Artículo definido | Artículo definido | Artículo definido | Artículo definido |
| masculino    | masculino    | femenino     | femenino     | neutro       | neutro       | masculino         | masculino         | femenino          | femenino          | neutro            | neutro            |
| sing.        | plu.         | sing.        | plu.         | sing.        | plu.         | sing.             | plu.              | sing.             | plu.              | sing.             | plu.              |
| ------------ | ------------ | ------------ | ------------ | ------------ | ------------ | ----------------- | ----------------- | ----------------- | ----------------- | ----------------- | ----------------- |
| -ur          | -ar          | -0           | -ir          | -0           | -0           | -urinn            | -arnir            | -0in              | -irnar            | -0ið              | -0in              |
| -i           | -ar          | -0           | -ir          | -0           | -0           | -inn              | -arnir            | -0in              | -irnar            | -0ið              | -0in              |
| -ll          | -ar          | -a           | -ur          | -0           | -0           | -llinn            | -arnir            | -an               | -urnar            | -0ið              | -0in              |
| -nn          | -ar          | -a           | -ur          | -0           | -0           | -nninn            | -arnir            | -an               | -urnar            | -0ið              | -0in              |

El siguiente ejemplo muestra tres sustantivos, uno para cada género, declinado en acusativo:
- masculino: sófi—“un sofá” se convierte en sófinn—“el sofá”
- femenino: taska—“una bolsa” se convierte en taskan—“la bolsa”
- neutro heimilisfang—“una dirección” se convierte en heimilisfangið—“la dirección”

### Pronombres

#### Personal
El pronombre personal es tal como sigue:
|          | caso | 1.ª persona | 2ª persona | 3ª persona | 3ª persona | 3ª persona | 3ª persona |
| -------- | ---- | ----------- | ---------- | ---------- | ---------- | ---------- | ---------- |
| singular | nom. | ég          | þú         | hann       | hún        | það        | hán        |
| singular | ac.  | mig         | þig        | hann       | hana       | það        | hán        |
| singular | dat. | mér         | þér        | honum      | henni      | því        | háni       |
| singular | gen. | mín         | þín        | hans       | hennar     | þess       | háns       |
| plural   | nom. | við         | þið        | þeir       | þær        | þau        | þau        |
| plural   | ac.  | okkur       | ykkur      | þá         | þær        | þau        | þau        |
| plural   | dat. | okkur       | ykkur      | þeim       | þeim       | þeim       | þeim       |
| plural   | gen. | okkar       | ykkar      | þeirra     | þeirra     | þeirra     | þeirra     |

La tercera persona del plural tiene igualmente los tres géneros. Al referirse a un grupo de personas en el que se encuentran hombres y mujeres se usa la forma neutra. 
Como en inglés, el pronombre normalmente va antes que el verbo:
ég heiti Magnús— Me llamo Magnús
El orden de la frase puede ser invertido. En este caso, como en todas las lenguas germánicas (con excepción del inglés moderno), el verbo tiene que ocupar obligatoriamente el segundo lugar:
Magnús heiti ég— Magnús me llamo

#### Reflexivo
El islandés tiene un pronombre reflexivo cuyo funcionamiento se acerca mucho al pronombre reflexivo alemán sich. No existe el caso nominativo.
| caso | pronombre |
| ---- | --------- |
| ac.  | sig       |
| dat. | sér       |
| gen. | sín       |

Por ejemplo,
hann þvær sér—él se lava,
opuesto a ser bañado por alguien,
hún klæðir sig—ella se viste,
opuesto a ser vestida. El pronombre no diferencia ni género ni número.

#### Posesivo
Los pronombres posesivos para un solo poseedor son:
|          | caso | 1.ª persona | 1.ª persona | 1.ª persona | 2ª persona | 2ª persona | 2ª persona | 3ª persona | 3ª persona | 3ª persona |
| -------- | ---- | ----------- | ----------- | ----------- | ---------- | ---------- | ---------- | ---------- | ---------- | ---------- |
| singular | nom. | minn        | mín         | mitt        | þinn       | þín        | þitt       | sinn       | sín        | sitt       |
| singular | ac.  | minn        | mína        | mitt        | þinn       | þína       | þitt       | sinn       | sína       | sitt       |
| singular | dat. | mínum       | minni       | mínu        | þínum      | þinni      | þínu       | sínum      | sinni      | sínu       |
| singular | gen. | míns        | minnar      | míns        | þíns       | þinnar     | þíns       | síns       | sinnar     | síns       |
| plural   | nom. | mínir       | mínar       | mín         | þínir      | þínar      | þín        | sínir      | sínar      | sín        |
| plural   | ac.  | mína        | mínar       | mín         | þína       | þínar      | þín        | sína       | sínar      | sín        |
| plural   | dat. | mínum       | mínum       | mínum       | þínum      | þínum      | þínum      | sínum      | sínum      | sínum      |
| plural   | gen. | minna       | minna       | minna       | þinna      | þinna      | þinna      | sinna      | sinna      | sinna      |

Las tres columnas para cada persona representan masculino, femenino y neutro respectivamente.

#### Demostrativo
El pronombre demostrativo islandés es el siguiente:
|          | caso | þessi   | þessi    | þessi   | sá     | sá      | sá     | hinn  | hinn   | hinn  |
| -------- | ---- | ------- | -------- | ------- | ------ | ------- | ------ | ----- | ------ | ----- |
| singular | nom. | þessi   | þessi    | þetta   | sá     | sú      | það    | hinn  | hin    | hitt  |
| singular | ac.  | þennan  | þessa    | þetta   | þann   | þá      | það    | hinn  | hina   | hitt  |
| singular | dat. | þessum  | þessari  | þessu   | þeim   | þeirri  | því    | hinum | hinni  | hinu  |
| singular | gen. | þessa   | þessarar | þessa   | þess   | þeirrar | þess   | hins  | hinnar | hins  |
| plural   | nom. | þessir  | þessar   | þessi   | þeir   | þær     | þau    | hinir | hinar  | hin   |
| plural   | ac.  | þessa   | þessar   | þessi   | þá     | þær     | þau    | hina  | hinar  | hin   |
| plural   | dat. | þessum  | þessum   | þessum  | þeim   | þeim    | þeim   | hinum | hinum  | hinum |
| plural   | gen. | þessara | þessara  | þessara | þeirra | þeirra  | þeirra | hinna | hinna  | hinna |

Las tres columnas para cada persona representan masculino, femenino y neutro respectivamente.

#### Indefinido
Hay entre quince y veinte de este tipo, dependiendo de quién cuente. A título de ejemplo, se expone el paradigma de enginn (nadie). Se declina tal como sigue:
| nadie    | caso | Masculino        | Femenino         | Neutro           |
| -------- | ---- | ---------------- | ---------------- | ---------------- |
| singular | nom. | enginn (engi)    | engin (engi)     | ekkert (ekki)    |
| singular | ac.  | engan (öng(v)an) | enga (öng(v)a)   | ekkert (ekki)    |
| singular | dat. | engum (öng(v)um) | engri (öngri)    | engu (öng(v)u)   |
| singular | gen. | einskis (einkis) | engrar (öngrar)  | einskis (einkis) |
| plural   | nom. | engir (öng(v)ir) | engar (öng(v)ar) | engin (engi)     |
| plural   | ac.  | enga (öng(v)a)   | engar (öng(v)ar) | engin (engi)     |
| plural   | dat. | engum (öng(v)um) | engum (öng(v)um) | engum (öng(v)um) |
| plural   | gen. | engra (öngra)    | engra (öngra)    | engra (öngra)    |

Éste es probablemente el pronombre islandés más pintoresco, mas es menester señalar que jamás se realizaría un mal uso empleando las primeras formas. Aquellas entre paréntesis o bien son dialectalismos o bien arcaísmos, utilizadas únicamente en composiciones poéticas. Existe, también, una forma fosilizada, einugi, que es el caso dativo singular del género neutro. Se conserva en un dicho:
Fátt er svo illt, að einugi dugi

### Numerales
Del uno al cuatro se declinan para los respectivos casos y géneros:
| uno        | masculino | femenino | neutro |
| ---------- | --------- | -------- | ------ |
| nominativo | einn      | ein      | eitt   |
| acusativo  | einn      | eina     | eitt   |
| dativo     | einum     | einni    | einu   |
| genitivo   | eins      | einnar   | eins   |

| dos        | masculino | femenino | neutro  |
| ---------- | --------- | -------- | ------- |
| nominativo | tveir     | tvær     | tvö     |
| acusativo  | tvo       | tvær     | tvö     |
| dativo     | tveimur   | tveimur  | tveimur |
| genitivo   | tveggja   | tveggja  | tveggja |

| tres       | masculino | femenino | neutro  |
| ---------- | --------- | -------- | ------- |
| nominativo | þrír      | þrjár    | þrjú    |
| acusativo  | þrjá      | þrjár    | þrjú    |
| dativo     | þremur    | þremur   | þremur  |
| genitivo   | þriggja   | þriggja  | þriggja |

| cuatro     | masculino | femenino | neutro   |
| ---------- | --------- | -------- | -------- |
| nominativo | fjórir    | fjórar   | fjögur   |
| acusativo  | fjóra     | fjórar   | fjögur   |
| dativo     | fjórum    | fjórum   | fjórum   |
| genitivo   | fjögurra  | fjögurra | fjögurra |

Otros números en cambio no se declinan:
| cinco      | fimm    | diecinueve | nítján          |
| seis       | sex     | veinte     | tuttugu         |
| siete      | sjö     | veintiuno  | tuttugu og einn |
| ocho       | átta    | treinta    | þrjátíu         |
| nueve      | níu     | cuarenta   | fjörutíu        |
| diez       | tíu     | cincuenta  | fimmtíu         |
| once       | ellefu  | sesenta    | sextíu          |
| doce       | tólf    | setenta    | sjötíu          |
| trece      | þrettán | ochenta    | áttatíu         |
| cartorce   | fjórtán | noventa    | níutíu          |
| quince     | fimmtán | cien       | (eitt) hundrað  |
| dieciséis  | sextán  | mil        | (eitt) þúsund   |
| diecisiete | sautján | un millón  | (ein) miljón    |
| dieciocho  | átján   | cero       | núll            |

### Adjetivos
Los adjetivos deben concordar con los sustantivos. Por ejemplo, islandés sería:
| masculino          | femenino | neutro   |
| ------------------ | -------- | -------- |
| íslenskur          | íslensk  | íslenskt |
| Islandés/Islandesa |          |          |

Además, deben concordar en número con el sustantivo:
| masculino                  | femenino  | neutro  |
| -------------------------- | --------- | ------- |
| íslenskir                  | íslenskar | íslensk |
| lit. Islandeses/Islandesas |           |         |

### Verbos
Como en la mayoría de las lenguas declinables, los verbos en islandés determinan el caso del posterior sustantivo, pronombre y adjetivo de la frase. En el infinitivo, la mayoría de los verbos islandeses terminan en –a. Hay tres principales grupos de verbos en islandés: -a, -i y –ur, refiriéndose a la terminación que esos verbos toman cuando son conjugados en la primera persona.
Por ejemplo, “tala” (hablar):
| Número      | Singular   | Singular     | Singular             | Plural         | Plural        | Plural             |
| Persona     | ég Yo      | þú Tú        | hann/hún/það él/ella | við nosotros   | þið vosotros  | þeir/þær/þau ellos |
| ----------- | ---------- | ------------ | -------------------- | -------------- | ------------- | ------------------ |
| tala hablar | tala hablo | talar hablas | talar habla          | tölum hablamos | talið habláis | tala hablan        |

Y comparado con el verbo vera (ser):
| vera ser | er soy | ert eres | er es | erum somos | eruð sóis | eru son |

Læra (aprender) es un verbo -i: 
| læra aprender | læri aprendo | lærir aprendes | lærir aprende | lærum aprendemos | lærið aprendéis | læra aprenden |

Y finalmente verða (volverse, convertirse en, hacerse, ponerse), el cual es un verbo -ur:
| verða volverse | verð me vuelvo | verður te vuelves | verður se vuelve | verðum nos volvemos | verðið os volvéis | verða se vuelven |

Para cada grupo de verbos, las conjugaciones en singular cambian, pero en plural, la terminación es casi siempre predecible (-um, -ið y -a, respectivamente). 
Algunos infinitivos islandeses terminan con el sufijo -ja. Estos verbos se pueden conjugar como verbos –ur. Al conjugar dichos verbos, la –j debe eliminarse, por lo que syngja (cantar) se convertiría ég syng (canto) en la 1.ª persona del singular y no ég syngj.

#### Tiempos
Estrictamente hablando, hay solamente dos tiempos verbales en el islandés, presente simple y pasado simple. El resto de tiempos se forman usando construcciones auxiliares (algunas de las cuales son vistas como tiempos. Por ejemplo, el presente continuo se forma:
pronombre personal + vera + að + infinitivo
ég er að læra
Yo estoy aprediendo
Los tiempos son:
- condicional
- futuro
- pasado
  - continuo
  - perfecto
  - subjuntivo
- presente
  - continuo
  - perfecto
  - subjuntivo

#### Reflexivos
Para muchos verbos, se requiere un pronombre reflexivo:
sujeto + verbo + objeto (pronombre reflexivo)
þú skemmtir þér
te diviertes

### Adverbios
Comparado con otras categorías léxicas, los adverbios islandeses son relativamente simples, y no son declinables pudiendo ser construidos con sencillez de adjetivos, sustantivos y verbos. Su terminación usual es -lega (aproximadamente equivalente al sufijo -mente):
nýr—nuevo ⇒ nýlega—nuevamente
No obstante, no a todos los adverbios se les puede añadir tal sufijo:
núna—ahora
bráðum—pronto

## Otra clase de palabras

### Preposiciones
Las preposiciones se determinan según el caso del sustantivo siguiente:
| acusativo           | dativo        | genitivo      |
| ------------------- | ------------- | ------------- |
| um - sobre          | að - hacia    | til - a/hacia |
| gegnum - mediante   | frá - desde   | án - sin      |
| kringum - alrededor | af - fuera    | auk - además  |
| við - contra        | hjá - junto a | mill - entre  |

## Sintaxis
Generalmente el orden de la frase es SVO (sujeto-verbo-objeto), pero la naturaleza flexible del islandés permite una gran libertad.

### Interrogación
Se forman con facilidad cambiando el orden de las palabras de sujeto-verbo-objeto a verbo-sujeto-objeto. Por ejemplo:
Þú talar íslensku.—Hablas islandés.
puede convertirse en pregunta tal que así:
Talar þú íslensku?—¿Hablas islandés?
Las interrogativas en islandés son:
- hvað?—¿Qué?
- hvaða?—¿Qué ...? (adj.)
- hver?—¿Quién?
- hvar/hvert/hvaðan?—¿Dónde?/¿Adónde?/¿De dónde?
- hvenær?—¿Cuándo?
- hvers vegnu/af hverju?—¿Por qué?
- hvort?—¿Cuál?

## Cambios fonéticos
En el islandés se producen varios cambios fonéticos, tal y como se explanará a continuación. Dichos cambios ocurren con frecuencia en todo tipo de palabras. 

### Metafonía por A
Esta es la metafonía (alemán: Umlaut) más antigua de cuantas hay, documentada en todas las lenguas germánicas, excepto en gótico. Se manifiesta de dos maneras: 
i ⇒ e (como por ejemplo en niður vs. neðan).
u ⇒ o. Ejemplos bien conocidos incluyene fugl (cf. Inglés fowl) o stofa (cf. Alemán Stube).
Sin embargo el antedicho umlaut ya no es productivo.

### Metafonía por U
El umlaut en U aparece cuando la vocal tónica a cambia a ö debido a una u en la siguiente sílaba. Esto implica sólo a y no á o au.
Algunos ejemplos:
tala—hablar ⇒ (við) tölum—hablamos
fara—ir ⇒ (við) förum—vamos
Si hay una sílaba intermedia entre la primera a y la u, entonces el cambio a U no ocurre.
No debe confundirse el umlaut-U con la diptongación, a pesar de que haya una similitud.
Téngase en cuenta que si hay dos a precediendo a u, la primera a se convierte en ö y la segunda u. Un ejemplo:
fagnaður—dicha ⇒ fögnuðum—dichas (dativo, plural).
Excepciones a esto incluyen varios préstamos, como por ejemplo  banani—banana ⇒ banönum (dativo plural) y Arabi—Arab ⇒ Aröbum (también dativo plural). 
Históricamente, hubo cuatro formas adicionales de este umlaut, pero ya son productivas. 

### Umlaut-I
El umlaut en I es un tanto más complejo y provoca las siguientes alteraciones vocálicas:
a ⇒ e
á ⇒ æ
e ⇒ i
o ⇒ e
ó ⇒ æ
u ⇒ y (a veces aparece como si o ⇒ y, pero nunca es el caso. Sonur (singular) ⇒ synir (plural) puede inducir a creer que se trata de un umlaut-I, pero la vocal original en sonur que era u cambió a o por mor del umlaut A)
ú, jú y jó ⇒ ý
au ⇒ ey
Los efectos precedentes del umlaut I son visibles sobre todo en los verbos germánicos fuertes. Por ejemplo, el verbo hafa ('haber'):
| Número       | Singular | Singular  | Singular             | Plural       | Plural             | Plural             |
| Persona      | ég Yo    | þú tú     | hann/hún/það él/ella | við nosotros | þið vosotros (pl.) | þeir/þær/þau ellos |
| ------------ | -------- | --------- | -------------------- | ------------ | ------------------ | ------------------ |
| hafa to have | hef he   | hefur has | hefur has'           | höfum hemos  | hafið habéis       | hafa han           |

En la conjugación en singular, el umlaut causa que la raíz a se torne e. Si se observa el plural, la raíz permanece en a, con la notable excepción de ‘við’, resultado del umlaut-U (debido al sufijo -um). El cambio I afecta a verbos exclusivamente en las conjugaciones en singular.
El verbo hafa tiene realmente dos conjugaciones aceptadas. La primera es la ya mostrada, y la segunda como sigue (ég) hefi, (þú) hefir, (hann) hefir.)
Menos conocido:
o ⇒ ø
ǫ ⇒ ø

### Otros umlauts
Históricamente, existieron más umlauts
- IR-umlaut
- J-umlaut
- R-umlaut
- G-k-umlaut
- W-umlaut

## Gramáticas del islandés en español
- Islandés moderno
  - García Pérez, R. (2012): Gramática del islandés contemporáneo, CreateSpace Independent Publishing Platform, 456 pgs., ISBN 1480137111, ISBN 978-1480137110
- Islandés antiguo
  - Fernández Álvarez, P. (1999): Antiguo Islandés: Historia y lengua, Ediciones Clásicas, 365 pgs., ISBN 84-7882-365-4

- Datos: Q2555159